# Hrvatska liga u odbojci na pijesku za žene 2019.
| Radovi u tijeku! |
| Jedan vrijedni suradnik upravo radi na ovom članku! Mole se ostali suradnici da NE UREĐUJU članak dok je ova obavijest prisutna. Koristite stranicu za razgovor ako imate komentare i pitanja u vezi s člankom. Kada radovi budu gotovi predložak će ukloniti suradnik koji ga je postavio na članak! Predložak može svatko ukloniti ako 6 sati nije bilo promjena u članku i njegovoj stranici za razgovor. |

Hrvatska liga u odbojci na pijesku za žene za 2019. godinu, odnosno za sezonu 2018./19. 
 
Igrana je u ljeto 2019. godine na nekoliko turnira. 
 
Igrane su: 
- 1. liga – 7 klubova; prvak "Siget" iz Zagreba

## Prva liga
Sudionici
- KOP Čakovec – Čakovec
- ŽKOP Jarun – Zagreb
- KOP Opatija – Opatija
- KOP Retfala – Osijek
- KOP Siget – Zagreb
- HAOK Žal – Banjole, Medulin
- KOP Žnjan – Split

Ljestvica
| mj | klub    | ut | pob | ner | por | set+ | set- | poen+ | poen- | bod |
| -- | ------- | -- | --- | --- | --- | ---- | ---- | ----- | ----- | --- |
| 1. | Siget   |    |     |     |     |      |      |       |       |     |
| 2. | Žnjan   |    |     |     |     |      |      |       |       |     |
| 3. | Žal     |    |     |     |     |      |      |       |       |     |
| 4. | Čakovec |    |     |     |     |      |      |       |       |     |
| 5. | Opatija |    |     |     |     |      |      |       |       |     |
| 6. | Retfala |    |     |     |     |      |      |       |       |     |
| 7. | Jarun   |    |     |     |     |      |      |       |       |     |

Turniri

## Vanjske poveznice
- hos-cvf.hr, Odbojka na pijesku
- sport-danas.com, Odbojka na pijesku
- kop-cakovec.hr  Arhivirana inačica izvorne stranice od 10. studenoga 2024. (Wayback Machine)